# 埋甕
埋甕（うめがめ）は、日本列島の縄文時代に、深鉢形土器を土中に埋納した風習のこと。埋甕は住居と考えられる建物の内部（出入口部）に営まれる屋内埋甕と、建物外に営まれる屋外埋甕がある。

## 概要
埋甕は、子どもの胎盤（胞衣）を納めて人の出入りの激しい場所に埋設し、それを人が踏んだり跨いだりすればするほど子供は丈夫に育つという風習である。埋甕の風習は、縄文中期中頃に中部～西関東地方で出現し、少し遅れて周辺に波及したと考えられる。屋内埋甕については、死産児を入れ、その再生を願ったとする説もあった。しかし、乳幼児の骨などが発見された例がなく、埋甕内の土壌分析により、胎盤に由来する高等哺乳動物の脂肪酸が検出されたことなどから、胎盤収納説が有力である。
一方、屋外埋甕からは乳幼児のものも含む人骨の出土例がある。屋外埋甕は墓だったとする説がある。
埋甕に用いられる土器は、日常の煮炊きに用いた深鉢形土器である。ただし、底部に穴を開けるなどして、土器としての役割を停止させてから使用する。甕を埋める方法の主流は正位であるが、逆位や斜位でも配置される。